# Province de Loayza
Pour les articles homonymes, voir Loayza.
Loayza est une province dans le département de La Paz, en Bolivie.